# 贝唐库尔拉费雷
贝唐库尔拉费雷（法語：Bettancourt-la-Ferrée，法語發音：[bɛtɑ̃kuʁ la fɛʁe]），法国东北部市镇，位于大东部大区上马恩省，隶属于圣迪济耶区，其市镇面积为5.38平方公里，2022年1月1日时人口数量为1,797人，在法国城市中排名第5,962位。
贝唐库尔拉费雷位于上马恩省北部，圣迪济耶市区北侧，与默兹省接壤，是圣迪济耶的一个近郊卫星城。

## 地名来源
根据当地官方网站的论述，贝唐库尔拉费雷最初于公元1126年以“Bertunni Curia”的形式被记载，其中“Bertunni”出自人名“Betto”或“Bert”。在法国大革命以前，贝唐库尔的官方名称拼写为“Bethoncourt”。“-la-Ferrée”这一后缀自1961年起成为当地官方名称的一部分。

## 历史

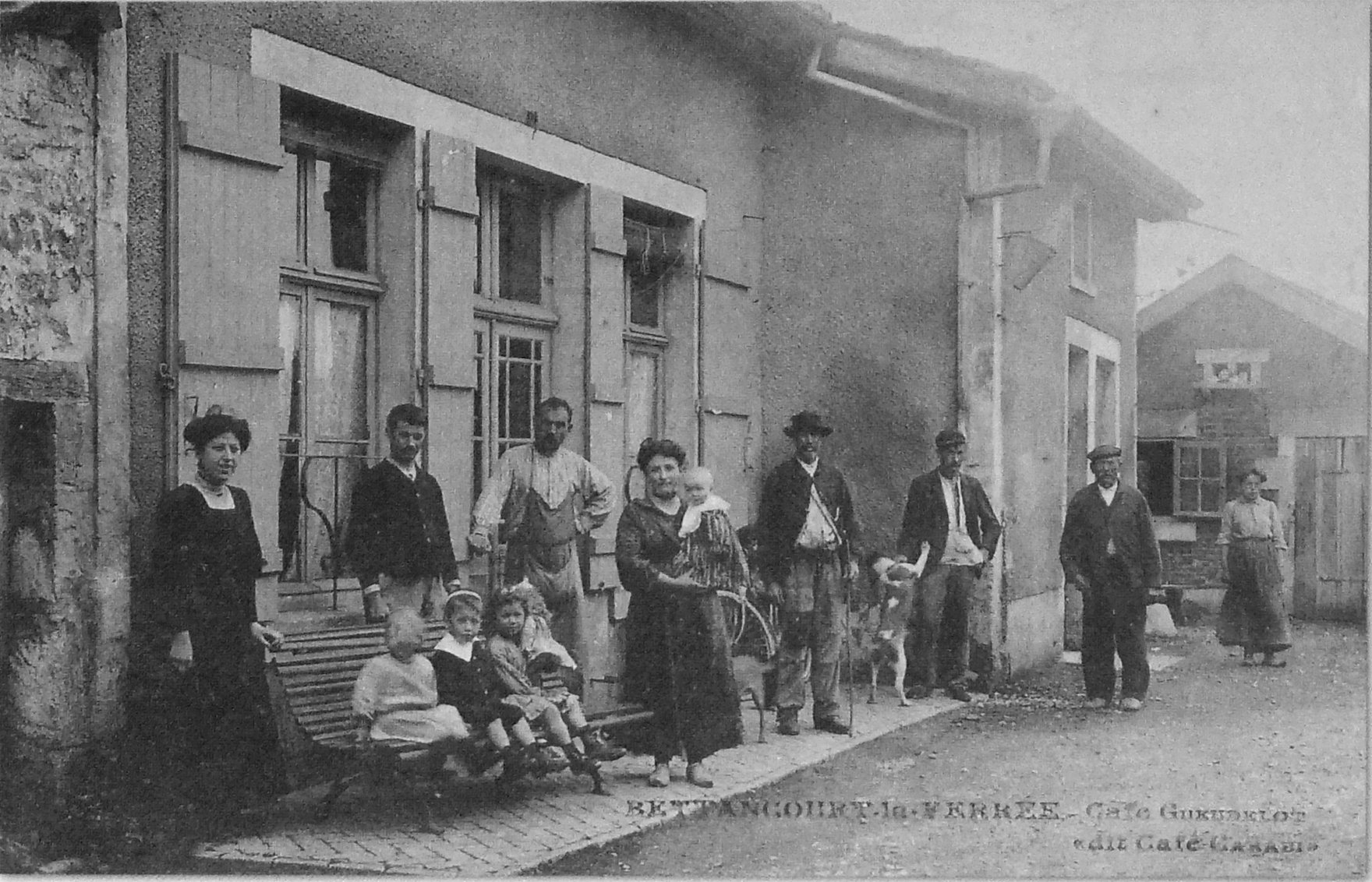
19世纪末贝唐库尔拉费雷街头的一处咖啡厅

贝唐库尔拉费雷始建于中世纪中期，彼时当地长期为圣迪济耶领主的一处领地。在1228年的一份文献中，贝唐库尔的一处修道院被提及，但该建筑的来源历史尚不清楚，其确切位置亦有待考证。1500年，贝唐库尔地区被洛林公爵勒内二世继承。法国大革命后，贝唐库尔成为上马恩省的一个市镇。19世纪中期，贝唐库尔境内出现了一处铁厂，铁链生产是当地重要的经济支柱。自20世纪中后期以来，随着圣迪济耶的城市扩张，贝唐库尔拉费雷境内出现了多处居民区，当地常住人口数量有所增加。

## 地理

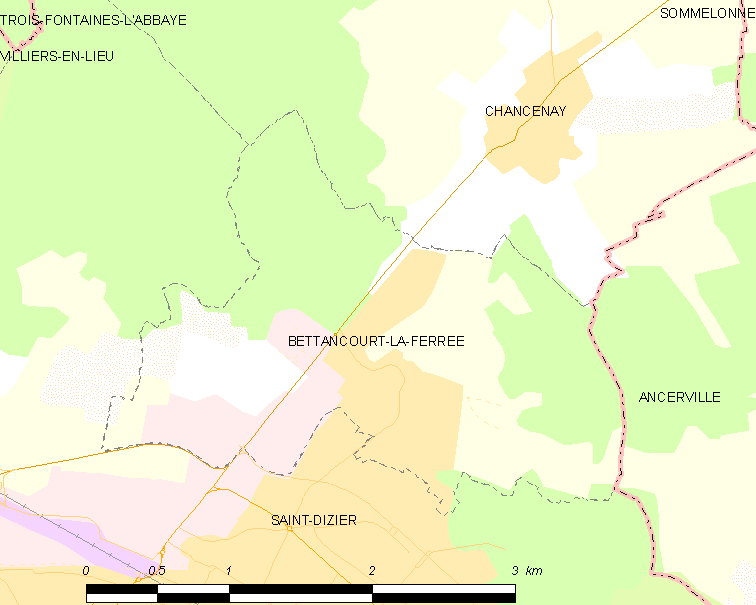
贝唐库尔拉费雷市镇范围地图

贝唐库尔拉费雷位于法国东北部，大东部大区中部偏西和上马恩省北部，距离省会肖蒙大约74公里。与贝唐库尔拉费雷接壤的市镇包括：圣迪济耶、尚瑟奈和昂塞维尔。

### 地形
贝唐库尔拉费雷位于瓦拉日地区腹地，境内以浅丘为主，市镇中心位于一处地势自西向东逐渐抬升的缓坡之上，全境海拔在143到197米之间。

### 水文
贝唐库尔拉费雷位于塞纳河流域范围内，奥尔内勒河（L'Ornel）自北向南流经镇中心。

### 植被
贝唐库尔拉费雷属于温带阔叶混交林区，市镇范围内东西两侧均有大型天然林地分布。
在鲜花城市的评比中，贝唐库尔拉费雷暂未被评级。

### 气候
贝唐库尔拉费雷在柯本气候分类法中属于带有大陆性特征的温带海洋性气候。
距离贝唐库尔拉费雷最近的常年气象站位于圣迪济耶境内，以下为该气象站的数据：
| 圣迪济耶 1981年－2021年 | 圣迪济耶 1981年－2021年 | 圣迪济耶 1981年－2021年 | 圣迪济耶 1981年－2021年 | 圣迪济耶 1981年－2021年 | 圣迪济耶 1981年－2021年 | 圣迪济耶 1981年－2021年 | 圣迪济耶 1981年－2021年 | 圣迪济耶 1981年－2021年 | 圣迪济耶 1981年－2021年 | 圣迪济耶 1981年－2021年 | 圣迪济耶 1981年－2021年 | 圣迪济耶 1981年－2021年 | 圣迪济耶 1981年－2021年 |
| 月份                    | 1月                     | 2月                     | 3月                     | 4月                     | 5月                     | 6月                     | 7月                     | 8月                     | 9月                     | 10月                    | 11月                    | 12月                    | 全年                    |
| ----------------------- | ----------------------- | ----------------------- | ----------------------- | ----------------------- | ----------------------- | ----------------------- | ----------------------- | ----------------------- | ----------------------- | ----------------------- | ----------------------- | ----------------------- | ----------------------- |
| 历史最高温 °C（°F）     | 17.7 (63.9)             | 22.6 (72.7)             | 27.1 (80.8)             | 29.4 (84.9)             | 33.1 (91.6)             | 38.1 (100.6)            | 41.4 (106.5)            | 40.4 (104.7)            | 35.5 (95.9)             | 29.2 (84.6)             | 23.4 (74.1)             | 18.6 (65.5)             | 41.4 (106.5)            |
| 平均高温 °C（°F）       | 6.1 (43.0)              | 7.6 (45.7)              | 11.7 (53.1)             | 15.4 (59.7)             | 19.7 (67.5)             | 22.8 (73.0)             | 25.5 (77.9)             | 25.1 (77.2)             | 20.8 (69.4)             | 16 (61)                 | 10 (50)                 | 6.6 (43.9)              | 15.6 (60.1)             |
| 日均气温 °C（°F）       | 3.2 (37.8)              | 3.9 (39.0)              | 7.3 (45.1)              | 10.2 (50.4)             | 14.4 (57.9)             | 17.4 (63.3)             | 19.8 (67.6)             | 19.4 (66.9)             | 15.7 (60.3)             | 11.9 (53.4)             | 6.8 (44.2)              | 3.9 (39.0)              | 11.2 (52.2)             |
| 平均低温 °C（°F）       | 0.3 (32.5)              | 0.3 (32.5)              | 2.8 (37.0)              | 4.9 (40.8)              | 9.1 (48.4)              | 12 (54)                 | 14.1 (57.4)             | 13.7 (56.7)             | 10.6 (51.1)             | 7.7 (45.9)              | 3.6 (38.5)              | 1.3 (34.3)              | 6.7 (44.1)              |
| 历史最低温 °C（°F）     | −20.5 (−4.9)            | −22.5 (−8.5)            | −13.6 (7.5)             | −6 (21)                 | −3 (27)                 | 1.3 (34.3)              | 0 (32)                  | 0 (32)                  | 0.2 (32.4)              | −5.1 (22.8)             | −11.7 (10.9)            | −17.3 (0.9)             | −22.5 (−8.5)            |
| 平均降水量 mm（）       | 71.8 (2.83)             | 60.5 (2.38)             | 66.2 (2.61)             | 60.2 (2.37)             | 72.4 (2.85)             | 65.9 (2.59)             | 70.4 (2.77)             | 68.8 (2.71)             | 74.2 (2.92)             | 78.6 (3.09)             | 69.5 (2.74)             | 85.2 (3.35)             | 843.7 (33.22)           |
| 月均日照時數            | 66.4                    | 80.3                    | 136.8                   | 174.2                   | 210.7                   | 220                     | 228                     | 220.5                   | 166.3                   | 117.7                   | 58.4                    | 47.6                    | 1,726.9                 |
| 来源：infoclimat.fr     |                         |                         |                         |                         |                         |                         |                         |                         |                         |                         |                         |                         |                         |

## 行政区划
贝唐库尔拉费雷的市镇编号为52045，邮政编号为52100。
在行政管理方面，贝唐库尔拉费雷隶属于法国大东部大区上马恩省圣迪济耶区；在地方选举方面，贝唐库尔拉费雷隶属于圣迪济耶第三县，其市镇范围全境被划入上马恩省第二选区；在社会管理方面，贝唐库尔拉费雷是圣迪济耶城市圈公共社区的组成部分。
截至2023年4月，贝唐库尔拉费雷市镇范围内暂无城市敏感街区及城市政策优先街区。
法国国家统计与经济研究所（简称）在进行数据统计时，将贝唐库尔拉费雷及相邻的另外5个市镇设为圣迪济耶城市核心区，并将包括核心区在内的周边共43个市镇划为圣迪济耶城市区。自2020年起，圣迪济耶城市区被包含72个市镇的圣迪济耶城市辐射区代替。此外，还将贝唐库尔拉费雷市镇整体看作一个“块区”（IRIS），以便于统计人口分布情况。

## 交通

### 公路
上马恩省省道D635线纵贯贝唐库尔拉费雷境内。
| 20 | 61 |

| 肖蒙 | 76 |

| 巴勒迪克 | 22 |

| 圣迪济耶 | 3 |

2019年，86.3%的贝唐库尔拉费雷家庭拥有至少一辆私人汽车。2017年，贝唐库尔拉费雷境内共发生各类交通事故2起，造成2人受伤，其中1人重伤。

### 铁路
距离贝唐库尔拉费雷最近的铁路客运车站为3公里外的圣迪济耶站，该停靠前往巴黎、第戎、兰斯等地的区域列车。

### 航空
距离贝唐库尔拉费雷最近的民用航空站为70公里外的巴黎-瓦特里机场。

### 城市公共交通
贝唐库尔拉费雷是圣迪济耶城市公共交通（商业名称为）的服务范围，后者是圣迪济耶城市圈公共市区的城市公共交通系统。截至2023年4月，该系统共包括三条公交线路，其中公交1A线和1B线经过贝唐库尔拉费雷市区。

## 政治

### 市政内阁

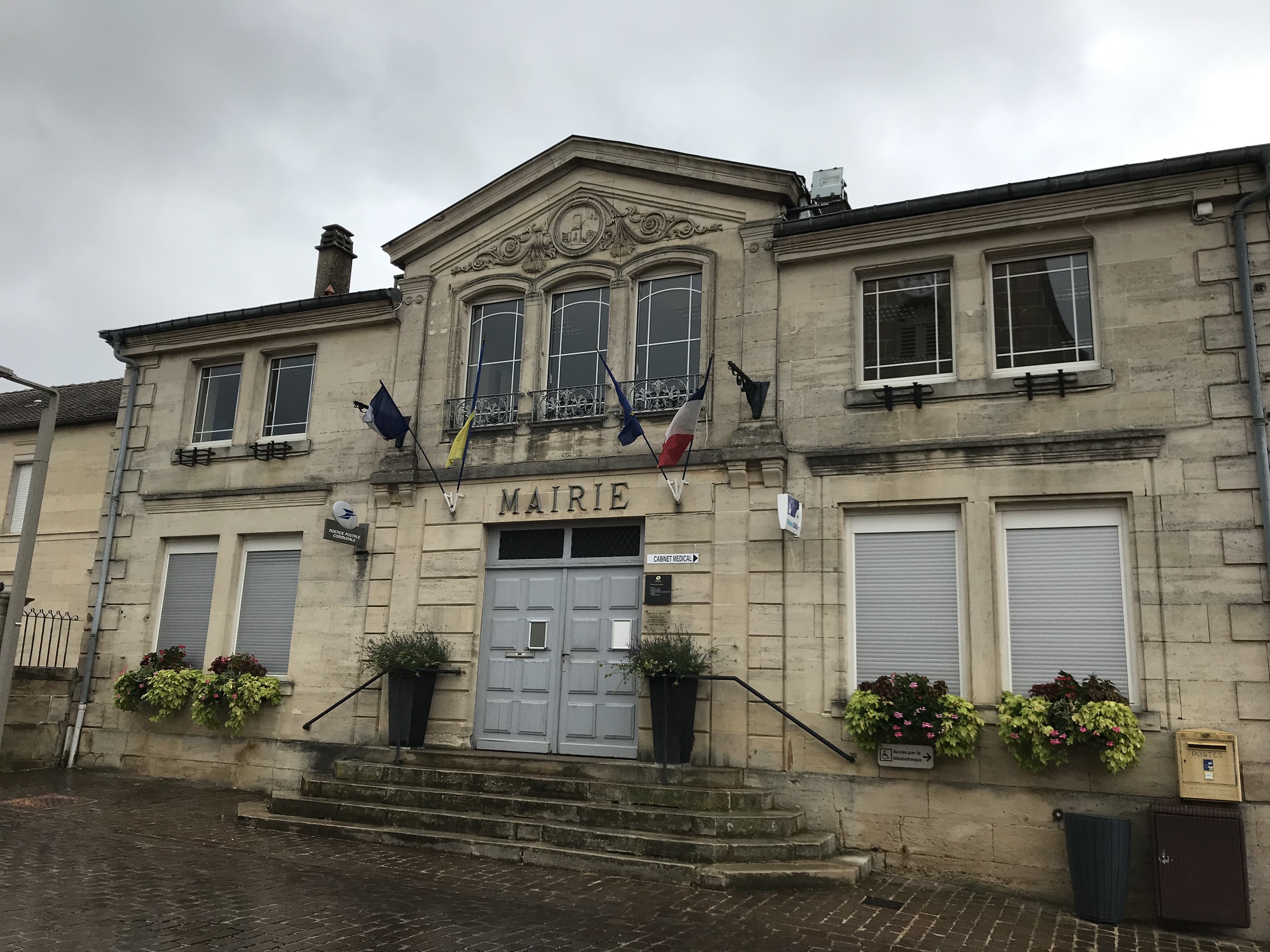
贝唐库尔拉费雷市政厅

贝唐库尔拉费雷的现任市长为多米尼克·洛朗先生（Dominique LAURENT），他是一名左翼无党派人士，在2020年的市政选举中获得了100.00%的支持率（无其他候选人）。
| 贝唐库尔拉费雷历届市长 | 贝唐库尔拉费雷历届市长          | 贝唐库尔拉费雷历届市长 |
| 任期                   | 市长                            | 党派                   |
| ---------------------- | ------------------------------- | ---------------------- |
| （1983年以前资料暂缺） |                                 |                        |
| 1983年－2014年         | Alain BLANCHARD 阿兰·布朗沙尔   | PCF法国共产党          |
| 2014年－               | Dominique LAURENT 多米尼克·洛朗 | DVG左翼无党派人士      |

### 各级选举
| 贝唐库尔拉费雷历届投票选举结果 | 贝唐库尔拉费雷历届投票选举结果 | 贝唐库尔拉费雷历届投票选举结果 | 贝唐库尔拉费雷历届投票选举结果 | 贝唐库尔拉费雷历届投票选举结果 | 贝唐库尔拉费雷历届投票选举结果 | 贝唐库尔拉费雷历届投票选举结果 | 贝唐库尔拉费雷历届投票选举结果 | 贝唐库尔拉费雷历届投票选举结果 | 贝唐库尔拉费雷历届投票选举结果 |
| 选举项目                       | 选举范围                       | 选区单位                       | 选区单位内的选举结果           | 选区单位内的选举结果           | 选区单位内的选举结果           | 选区单位内的选举结果           | 选区单位内的选举结果           | 选区单位内的选举结果           | 参考资料                       |
| 选举项目                       | 选举范围                       | 选区单位                       | 第一轮胜出者                   | 第一轮胜出者                   | 支持率                         | 第二轮胜出者                   | 第二轮胜出者                   | 支持率                         | 参考资料                       |
| ------------------------------ | ------------------------------ | ------------------------------ | ------------------------------ | ------------------------------ | ------------------------------ | ------------------------------ | ------------------------------ | ------------------------------ | ------------------------------ |
| 2017年法國總統選舉             | 法國                           | 市镇                           |                                | 玛丽娜·勒庞                    | 26.61%                         |                                | 埃马纽埃尔·马克龙              | 57.47%                         | [ 20 ]                         |
| 2017年法国立法选举             | 上马恩省第二选区               | 市镇                           |                                | 弗朗索瓦·科尔尼-让蒂耶         | 33.17%                         |                                | 弗朗索瓦·科尔尼-让蒂耶         | 72.57%                         | [ 20 ]                         |
| 2019年欧洲议会选举             | 法國                           | 市镇                           |                                | 若尔当·巴尔代拉                | 31.8%                          | （不适用）                     | （不适用）                     | （不适用）                     | [ 22 ]                         |
| 2021年法国省级选举             | 上马恩省                       | 县                             |                                | 拉谢尔·布朗 莫克塔尔·卡拉尔    | 31.46%                         |                                | 拉谢尔·布朗 莫克塔尔·卡拉尔    | 60.22%                         | [ 23 ]                         |
| 2021年法国省级选举             | 上马恩省                       | 市镇                           |                                | 安德烈·巴埃塞尔 辛迪·梅内特雷  | 25.55%                         |                                | 拉谢尔·布朗 莫克塔尔·卡拉尔    | 64.03%                         | [ 23 ]                         |
| 2021年法国大区选举             | 大東部大區                     | 市镇                           |                                | 让·罗特纳                      | 29.8%                          |                                | 让·罗特纳                      | 39.48%                         | [ 24 ]                         |
| 2022年法国总统选举             | 法國                           | 市镇                           |                                | 埃马纽埃尔·马克龙              | 30.06%                         |                                | 埃马纽埃尔·马克龙              | 51.28%                         | [ 20 ]                         |
| 2022年法国立法选举             | 上马恩省第二选区               | 市镇                           |                                | 弗朗索瓦·科尔尼-让蒂耶         | 28.05%                         |                                | 弗朗索瓦·科尔尼-让蒂耶         | 61.97%                         | [ 20 ]                         |

## 人口
2019年，贝唐库尔拉费雷市镇人口数量为1,792，在法国排名第5,962位。其中男性888人，女性904人，75岁及以上人口占19.2%，外籍人口数量为84人，人口密度为333人/平方公里，当地居民被称为（男性）或（女性）。2020年，贝唐库尔拉费雷境内出生10人，死亡人口25人。
| 贝唐库尔拉费雷1901年－2020年人口变化情况 |
|                                          |
| 数据来源：Cassini、INSEE                 |

## 经济
贝唐库尔拉费雷是圣迪济耶的一个近郊卫星城。截止2023年4月，贝唐库尔拉费雷市镇范围内共有各类用人单位（包含自雇）267家，平均历史为17年，其中98.68%为中小型企业（PME），2023年2月至4月间，当地的经济活力指数为0.37%。（公路货运）、（公路货运）及（零售）是当地2021年营业额最高的三个企业，分别为31,251,624欧元、12,164,008欧元和2,343,528欧元。

## 财政与居民收入
2021年，贝唐库尔拉费雷的财政收入总额为1,203,610欧元，财政支出总额为1,007,970欧元，当年的债务总额为800,690欧元。2021年，贝唐库尔拉费雷市镇通过增值税获得28,810欧元的收入，此外当地还共获得了2,370欧元的国家直接财政补助。
2020年，贝唐库尔拉费雷的人均月收入总额为2,352欧元，高于法国平均水平（2,303欧元）。
2019年，贝唐库尔拉费雷境内的青壮年（15至64岁）失业率为13.3%；当地54.0%的家庭拥有纳税资格，平均纳税2,794欧元，低于法国平均水平（3,910欧元）。

## 社会事务

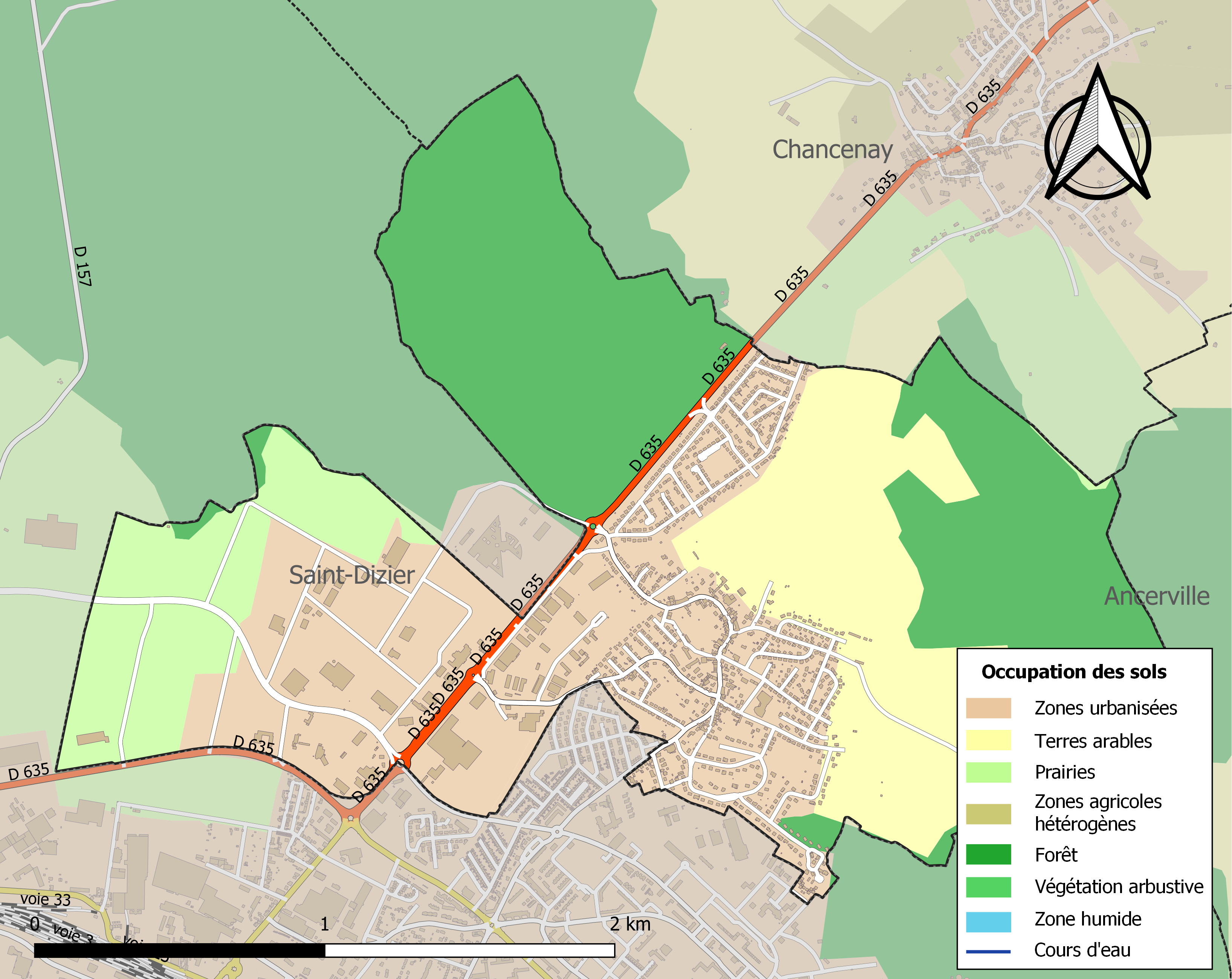
贝唐库尔拉费雷土地利用情况地图

### 教育
贝唐库尔拉费雷属于兰斯学区。截止2021年1月1日，贝唐库尔拉费雷境内共有1所幼儿园和1所小学。

### 医疗
截止2021年1月1日，贝唐库尔拉费雷境内共有全科医生1名和护士5名。境内共有药房1家。
距离贝唐库尔拉费雷最近的区域性医疗机构为圣迪济耶中心医院（Centre Hospitalier de Saint-Dizier），其主病区“热纳维耶芙·戴高乐·安托尼奥中心医院”（Centre Hospitalier Geneviève de Gaulle Anthonioz）位于圣迪济耶市区北侧，靠近贝唐库尔拉费雷市区，该院设有床位211个，是当地规模最大的公立综合性医院。

### 住房
2019年，贝唐库尔拉费雷境内共有各类住房851套，其中95.9%为独立式居民区，4.1%为集中式居民区。常住房屋占贝唐库尔拉费雷市镇范围内居民建筑总量的93.2%。
在住房保障政策方面，2021年，贝唐库尔拉费雷境内共有43户家庭获得了住房经济补助，受益人数占总人口数量的2.4%，其中30份为房租补助。

### 商业
2021年，贝唐库尔拉费雷境内共有各类实体商铺33家，其中餐厅1家、大型超市2家、面包房1家、银行门店1家、美容美发店4家、汽车维修店8家。市区西部建有开放式商业街区，有Cora、Lidl等购物商场。

### 体育
2021年，贝唐库尔拉费雷境内共有1间体育馆、2处网球场以及2处足球或橄榄球场。
截至2023年4月，贝唐库尔拉费雷境内暂无任何注册足球俱乐部。

### 环境
贝唐库尔拉费雷的环境事务由其所属的圣迪济耶城市圈公共社区联合各级政府协调负责。2021年，贝唐库尔拉费雷境内暂无污染企业。

### 治安
贝唐库尔拉费雷及其附近的共4个市镇是圣迪济耶警区的管辖范围。2020年，该警区累计记录各类案件1,409起，其中盗窃类案件524起，经济类案件129起，毒品交易类案件169起。

## 文化

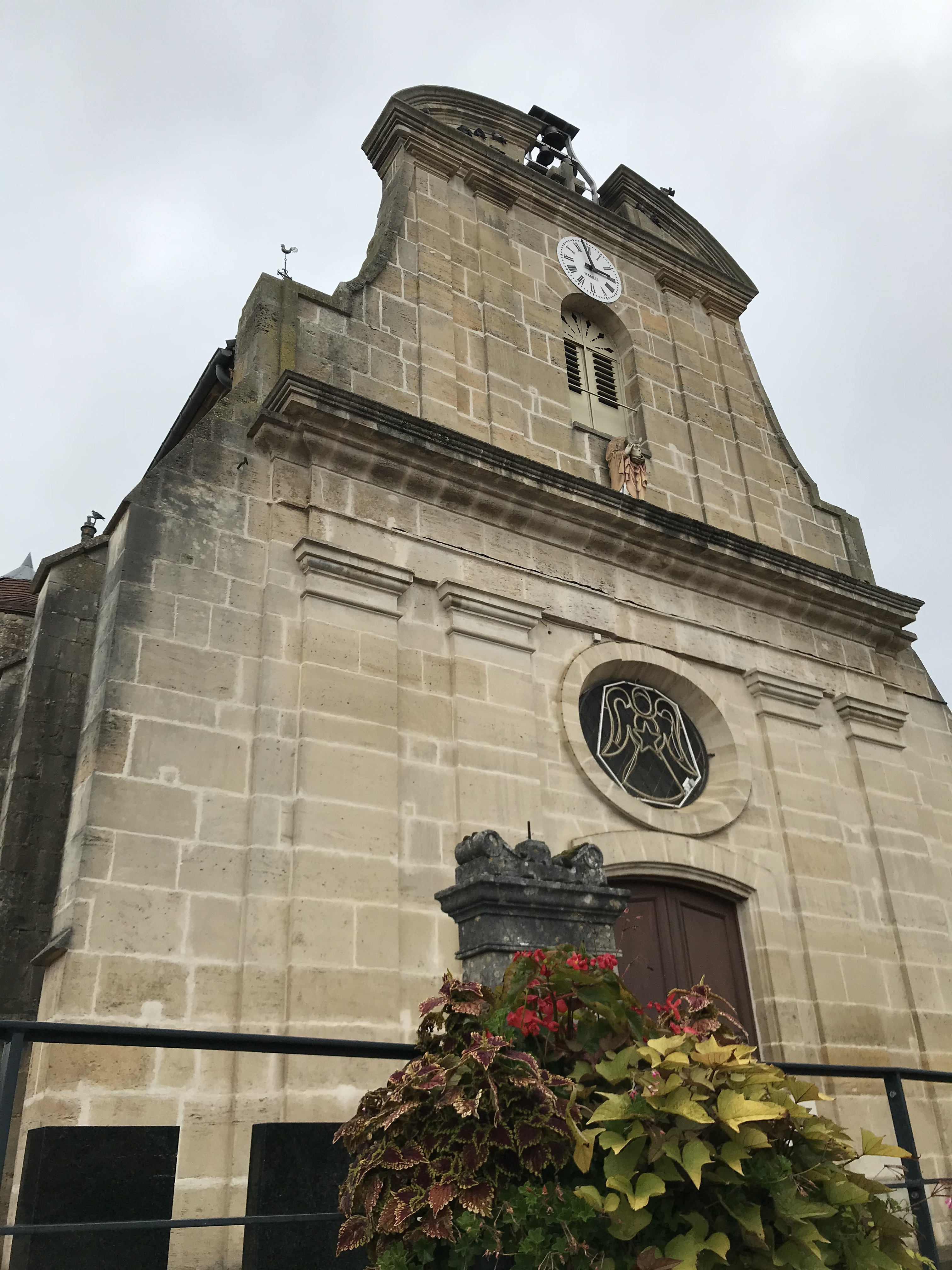
圣德尼教堂

2021年，贝唐库尔拉费雷境内暂无任何文化设施。贝唐库尔拉费雷市政府提供多媒体中心，每周二至六向公众开放。

### 建筑
贝唐库尔拉费雷境内有多处历史建筑，镇中心的圣德尼教堂（Église Saint-Denis de Bettancourt-la-Ferrée）是当地的地标性建筑物。

### 旅游
贝唐库尔拉费雷的旅游事务由其所属的圣迪济耶城市圈公共社区负责。2022年，贝唐库尔拉费雷境内共有1家酒店共计75间房间。

### 媒体
法国主要的媒体均可在贝唐库尔拉费雷接收，法国电视三台下属的大东部大区频道在部分时段播出贝唐库尔拉费雷所在上马恩省的地方新闻。《上马恩省日报》、《上马恩之声》、蓝色法兰西香槟-阿登广播、香槟广播等是当地主要的地方性媒体。

## 友好城市
截至2023年4月，贝唐库尔拉费雷暂未建立任何友好城市关系。